# Angitia fuscosa
Angitia fuscosa là một loài bướm đêm trong họ Noctuidae.